# Kosmoceratidae
Kosmoceratidae es una familia de amonites extinta desde el Calloviano (Jurásico Medio) hasta el Cretácico Inferior.
Kosmoceratidae es probablemente el grupos más polimórfico de amonitas jurásicas. Estos ammonoides tienen un venter más o menos tabulado, con tubérculos laterales o ventrolaterales. El apticus tiene válvulas dobles con una superficie acanalada concéntricamente.